# ناحیه المیرا، میشیگان
ناحیه المیرا (به انگلیسی: Elmira Township) یک منطقهٔ مسکونی در ایالات متحده آمریکا است که در شهرستان آتسگو، میشیگان واقع شده‌است.
 ناحیه المیرا ۹۳٫۷ کیلومتر مربع مساحت و ۱٬۵۹۸ نفر جمعیت دارد و ۴۱۵ متر بالاتر از سطح دریا واقع شده‌است.